# Nitwitz
Nitwitz was sinds 1978 een Nederlandse punkband.

## Geschiedenis
Nitwitz werd opgericht als een schoolband en speelde haar eerste show eind 1978 in het Spinoza Lyceum. Als voornaamste invloed noemden de leden de Amerikaanse punkband The Dickies. De eerste single van Nitwitz werd uitgegeven in 1980 door Vögelspin Records. In 1981 volgde een tweede single met daarnaast een splitalbum Wielingen Walgt met de Götterflies. De band staat dan met vijf collega punkbands een avond in Paradiso, een liefdadigheidsconcert voor El Salvador. Als Peters in 1982 de band verlaat, gaat de rest door als B.G.K.. Tony Leeuwenburgh maakte van 1978 tot 1982 ook deel uit van Loveslug. In 1996 maakt de band naar aanleiding van de uitgave van het verzamelalbum I'm Sure We're Gonna Make It een doorstart. Echter zonder Verhoeven. In 1999 wordt een nieuw album uitgebracht. In 2002 gaat de band op tournee in landen langs de Middellandse Zee, in 2004 door Frankrijk, Spanje en Duitsland. In 2005 werd door heel Europa getoerd. Mikey Donaldson (D.R.I.) speelt dan basgitaar. Donaldson overlijdt in 2007. In 2008 speelt de band zeven shows in Turkije en een in de Verenigde Staten.

## Bezetting
- Tony Leeuwenburgh - gitaar, zang
- Paul Smith - achtergrondzang, gitaar
- Steven Nieuwendijk - drums

### Overige bezetting
- Steven Walraven - gitaar
- Theo Brouwer - basgitaar
- Marcel Verhoeven - drums
- Eric Peters - zang (Outrageous)
- Mikey Donaldson - basgitaar
- Laurent van Bouvelen - basgitaar

## Discografie
- Nitwitz (7") - Vögelspin Records (1980)
- Nitwitz / Götterflies - Wielingen Walgt (12", MiniAlbum) Vögelspin Records, Big Bite 004 (1981)
- Intensive - Scare Records (1997)
- Zonder titel - Rocketdog Records (1998)
- Landmine Heart - (7", Red) 007 Records (1998)
- Get Hip Recordings - Get Hip Recordings (1999)
- Nibble The Giblet - (10", Ltd) Pitshark Records (2004)
- Nitwitz, Holy Sheep - Dirty Deeds Done With Sheep (10") Bronco Records
- Totalitarian Rock´n´roll - (10", Pic) 	Cargo Records[4]